# Naveil
Naveil település Franciaországban, Loir-et-Cher megyében. Lakosainak száma 2439 fő (2022. január 1.). Naveil Thoré-la-Rochette, Marcilly-en-Beauce, Vendôme, Villerable és Villiers-sur-Loir községekkel határos.

## Népesség
A település népességének változása:
| Lakosok száma | 1368 | 1657 | 1855 | 1989 | 2217 | 2288 | 2361 | 2404 | 2423 | 2439 |
|               | 1968 | 1982 | 1990 | 2006 | 2013 | 2015 | 2017 | 2019 | 2020 | 2022 |